# Rifugio Malga delle Odle
Il Rifugio Malga delle Odle (Rifugio Malga Geisleralm) (in tedesco Geisleralm) si trova nel comune di Funes in provincia di Bolzano, ai piedi del Gruppo delle Odle, nel parco naturale Puez-Odle e al confine con la Val Gardena. Il rifugio si trova a 1.996 metri sul livello del mare. Dal rifugio si può godere un ottimo panorama dolomitico.

## Accessi
- Dalla Val di Funes - parcheggio Malga Zannes 1680 m ore 1.40-E
- Dalla Val di Funes - parcheggio Ranui 1290 m ore 2 circa-E
- Dal Rifugio Rasciesa ore 2.50 circa-E